# 771-й отдельный инженерный батальон
771-й отдельный инженерный батальон  — воинская часть в вооружённых силах СССР во время Великой Отечественной войны.

## История
Переформирован 1 мая 1942 года из 771-го отдельного сапёрного батальона.
В составе действующей армии с 1 мая 1942 года по 5 октября 1943 года
С момента переформирования продолжал обеспечивать деятельность 59-ю армии на плацдарме за Волховом и переправы через реку. В августе-сентябре 1942 года привлекался для участия в Синявинской операции, действует в районе Апраксин Городок, несёт потери. В октябре 1942 года после окончания операции, передан во 2-ю ударную армию, в ноябре-декабре 1942 года находится на станции Войбокало, но в конце декабря 1942 года возвращён в 59-ю армию и до октября 1943 года являлся её армейским инженерным батальоном.
5 октября 1943 года переформирован в 888-й отдельный сапёрный батальон

## Подчинение
| Подчинение по месяцам | Подчинение по месяцам                                      | Подчинение по месяцам | Подчинение по месяцам | Подчинение по месяцам |
| Дата                  | Фронт (округ)                                              | Армия                 | Корпус (группа)       | Примечания            |
| --------------------- | ---------------------------------------------------------- | --------------------- | --------------------- | --------------------- |
| 1 мая 1942 года       | Ленинградский фронт (Группа войск Волховского направления) | 59-я армия            | -                     | -                     |
| 1 июня 1942 года      | Ленинградский фронт (Волховская группа войск)              | 59-я армия            | -                     | -                     |
| 1 июля 1942 года      | Волховский фронт                                           | 59-я армия            | -                     | -                     |
| 1 августа 1942 года   | Волховский фронт                                           | 59-я армия            | -                     | -                     |
| 1 сентября 1942 года  | Волховский фронт                                           | 59-я армия            | -                     | -                     |
| 1 октября 1942 года   | Волховский фронт                                           | 59-я армия            | -                     | -                     |
| 1 ноября 1942 года    | Волховский фронт                                           | 2-я ударная армия     | -                     | -                     |
| 1 декабря 1942 года   | Волховский фронт                                           | 2-я ударная армия     | -                     | -                     |
| 1 января 1943 года    | Волховский фронт                                           | 59-я армия            | -                     | -                     |
| 1 февраля 1943 года   | Волховский фронт                                           | 59-я армия            | -                     | -                     |
| 1 марта 1943 года     | Волховский фронт                                           | 59-я армия            | -                     | -                     |
| 1 апреля 1943 года    | Волховский фронт                                           | 59-я армия            | -                     | -                     |
| 1 мая 1943 года       | Волховский фронт                                           | 59-я армия            | -                     | -                     |
| 1 июня 1943 года      | Волховский фронт                                           | 59-я армия            | -                     | -                     |
| 1 июля 1943 года      | Волховский фронт                                           | 59-я армия            | -                     | -                     |
| 1 августа 1943 года   | Волховский фронт                                           | 59-я армия            | -                     | -                     |
| 1 сентября 1943 года  | Волховский фронт                                           | 59-я армия            | -                     | -                     |
| 1 октября 1943 года   | Волховский фронт                                           | 59-я армия            | -                     | -                     |

## Командиры
- капитан Ефимов